# Synedrella nodiflora
Espèce
Classification phylogénétique
Synedrella nodiflora est une espèce de plante à fleurs de la famille des Asteraceae et du genre Synedrella.